# Měřítko G

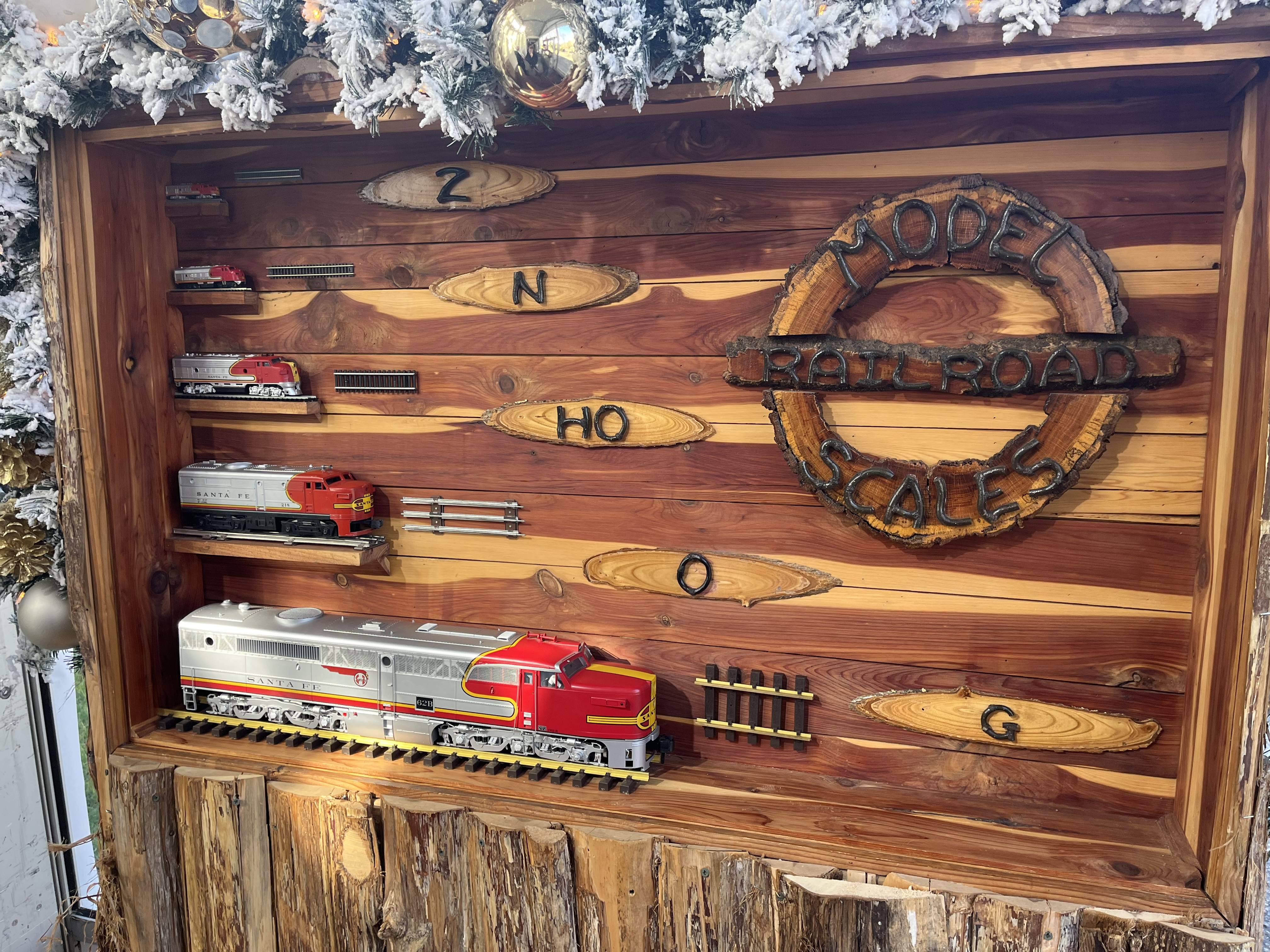
Srovnání modelů lokomotivy v měřítkách Z, N, H0, 0 a G.

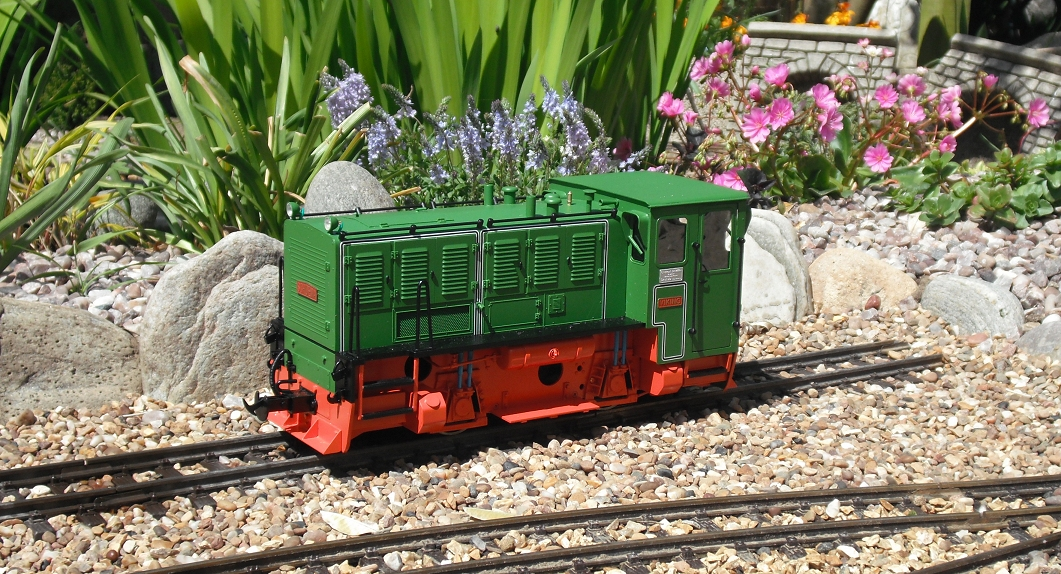
Model lokomotivy v měřítku G

G (někdy označováno i jako IIm – 2m) je velikost modelové železnice pro modely zmenšené v měřítku 1:22,5. Rozchod železnice je zde zmenšen na 45 mm. Tyto koleje lze použít kromě modelů velikosti G i pro modely ve velikosti I (jedna), která je v poměru 1:32.
Z důvodu velké prostorové náročnosti se IIm používá především pro zahradní železnice (odtud G jako Gartenbahn – zahradní železnice, někdy i Großbahn – velká železnice), ale jinak je k vidění jen zřídka. Nejznámějšími výrobci jsou německé firmy Lehmann-Groß-Bahn (zkratkou LGB) a Piko.
První železniční modely v tomto měřítku vytvořila německá společnost Lehmann-Groß-Bahn. Firma představila tyto své železniční modely na Norimberském veletrhu hraček v roce 1968 a poté začala vyrábět modely úzkorozchodné železnice. Jednotlivé komponenty zahradní železnice v měřítku G – koleje, vagóny, lokomotivy a další jsou vyráběny tak, aby mohly sloužit ve venkovním prostředí celoročně, tedy i v zimě.